# Virtua Tennis 2
Virtua Tennis 2 (conocido como Power Smash 2 en Japón o como Sega Sports Tennis 2K2 en Estados Unidos) es un videojuego de simulación de tenis creado por la compañía interna Hitmaker de Sega en el año 2001 para la placa de máquinas recreativas NAOMI, para Dreamcast y PlayStation 2. También se hizo una versión para la Game Boy Advance, llamada simplemente Virtua Tennis.

## Temática
En este juego, el jugador se coloca en la piel de 16 jugadores reales para competir en partidos de tenis contra la CPU o contra otros jugadores. El juego también ofrece la posibilidad de crear dos jugadores, un hombre y una mujer, para que, entrenándolos y equipándolos, ganen múltiples torneos hasta llevarlos a la cima del mundo tenístico.

## Desarrollo o sistema de juego
Este juego se basa en el género deportivo, más concretamente en el deporte del tenis, con un enfoque arcade (es decir, no busca una simulación pura).

### Jugadores
El juego tiene estos jugadores reales con los que puede participar en partidos el jugador (en las versiones de Dreamcast y PlayStation 2). El total en cada versión en un principio es de 16, aunque puede llegar a ser de 20.
| Hombres - Thomas Enqvist - Tommy Haas - Tim Henman - Yevgeny Kafelnikov - Carlos Moyá - Magnus Norman - Cédric Pioline - Patrick Rafter - King - El tenista que el jugador haya creado en el modo World Tour | Mujeres - Lindsay Davenport - Jelena Dokić PS2 - Mary Pierce - Arantxa Sánchez Vicario - Mónica Seles - Alexandra Stevenson - Ai Sugiyama PS2 - Serena Williams - Venus Williams - Queen - La tenista que el jugador haya creado en el modo World Tour |

PS2: Solo disponible para PlayStation 2

### Características y atributos de los jugadores
Según los atributos de cada tenista, que son Servicio (capacidad para sacar bien, rápido y con precisión), Habilidad con las piernas (para el desplazamiento, no resbalarse y velocidad), Volea (tanto de revés como diestro) y la Fuerza, el jugador puede ser clasificado en los siguientes estilos de juego marcados en esta tabla:
| Habilidad         | Traducción        | Pros                                                  | Contras                             | Jugador                                                                |
| ----------------- | ----------------- | ----------------------------------------------------- | ----------------------------------- | ---------------------------------------------------------------------- |
| ALL AROUND PLAYER | Jugador completo  | Nada                                                  | Nada                                | Lindsay Davenport, Yevgeny Kafelnikov, Cedric Pioline y Venus Williams |
| BIG SERVER        | Grandes servicios | Roza la perfección en los saques                      | Mediocre en el resto de habilidades | Para tenista creado en World Tour                                      |
| FAST RUNNER       | Jugador rápido    | El tenista tiene una gran velocidad                   | Golpes débiles en general           | Jelena Dorkic, Magnus Norman y Ai Sugiyama                             |
| HARD HITTER       | Duro golpeador    | Los golpes son extremadamente duros                   | Jugador muy lento                   | Mónica Seles                                                           |
| MASTER            | Maestro           | Todo                                                  | Nada                                | King y Queen                                                           |
| NET PLAY          | Juega en la red   | Juega mejor cerca de la red                           | Juega peor en el fondo de la pista  | Para tenista creado en World Tour                                      |
| NEW FACE          | Nuevo             | Nada                                                  | Todo                                | Para tenista creado en World Tour                                      |
| POWERFUL STROKES  | Golpes fuertes    | Los golpes son muy duros y potentes                   | Los golpes no son precisos          | Carlos Moya y Serena Williams                                          |
| SERVE AND VOLLEY  | Saque y Volea     | El jugador es hábil en los saques y voleas            | Golpes débiles en general           | Tim Henman y Patrick Rafter                                            |
| STRONG BACKHAND   | Fuerte revés      | Los golpes de revés son muy potentes y precisos       | Derechazos débiles                  | Thomas Enqvist y Alexandra Stevenson                                   |
| STRONG FOREHAND   | Fuerte derechazo  | Los golpes con la derecha son muy potentes y precisos | Tiros de revés débiles              | Tommy Haas y Mary Pierce                                               |
| VARIOUS SHOTS     | Golpes varios     | La tenista efectúa todos los golpes con habilidad     | Los golpes no son potentes          | Arantxa Sánchez-Vicario                                                |

### Estadios

#### Tipos
El comportamiento de la bola en el partido es diferente dependiendo de cual es el terreno en el que se juegue (como así ocurre en la realidad). He aquí las diferencias:
- Tierra batida: La velocidad del juego en este terreno es lenta, pero la altura que llega a alcanzar la pelota al botar es considerable.
- Dura / Carpeta: La velocidad al competir en la pista es alta, y el bote de la pelota alcanza gran altura (en las pistas de carpeta, algo menos)
- Hierba: La pelota alcanza una velocidad considerable, aunque su bote es pequeño en consideración al resto de tipos de terreno
- Césped artificial: El juego en estas pistas alcanza un nivel de velocidad estándar, al igual que su bote, ni demasiado alto o bajo

#### Lista de estadios
A continuación se expone una lista con todos los estadios disponibles en el juego:
| Localización    | Tipo              |
| --------------- | ----------------- |
| París           | Tierra batida     |
| Nueva York      | Dura              |
| Melbourne       | Dura              |
| Londres         | Hierba            |
| Tokio           | Césped artificial |
| Los Ángeles     | Carpeta           |
| Estocolmo       | Dura              |
| Berlín          | Dura              |
| Singapur        | Hierba            |
| Moscú           | Carpeta           |
| Barcelona       | Tierra batida     |
| Hong Kong       | Dura              |
| Doha            | Tierra batida     |
| Miami           | Hierba            |
| Ciudad del Cabo | Dura              |
| Costa Dorada    | Dura              |
| Río de Janeiro  | Dura              |
| Casablanca      | Tierra batida     |
| Vancouver       | Hierba            |
| Bandera de ?    |                   |

En los estadios de Hong Kong, Doha, Miami, Cape Town, Costa Dorada, Río de Janeiro, Casablanca y Vancouver, aparecen dos veces en la selección de estadios, en los que solo varía detalles mínimos como la luminosidad y el ambiente, dándole un aspecto ligeramente distinto y que no afecta a la jugabilidad.

### Los partidos y su desarrollo
En este juego, se puede jugar tanto partidos individuales (uno contra uno) como partidos de dobles (dos contra dos). El juego acepta un máximo de cuatro jugadores. Si solo juega un jugador, y escoge jugar un partido de dobles, la pareja del jugador es asumido por la CPU, aunque el usuario puede determinar la agresividad con la que juega éste, teniendo la opción de elegir entre juego de fondo, juego en media pista y juego en la red. 
Dependiendo del modo en el que esté, el juego permite o no al usuario elegir la pista de tenis donde se va a disputar el partido. Posteriormente, con el lanzamiento de una moneda, se decide quien sacará primero.
En cada partido, solo hay un set, siendo esta la única diferencia con respecto a las reglas del tenis.

### Modos de juego
En Virtua Tennis 2, hay tres modos de juego:

#### Torneo
En este se invita al jugador a participar en un torneo de cinco rondas de partidos individuales (o tres de dobles si se desea jugar en esa modalidad). Dependiendo de la actuación del jugador con respecto a su rival, al final del encuentro se le otorgan unos puntos (en forma de dinero). Un jugador puede interrumpir la progresión del otro para competir con este (pulsando START en caso de PS2) mientras juega, entrando en un duelo. Si el duelista gana, empezará desde la primera ronda de este modo, si no, el retado continuará desde el punto donde lo dejó.
Si al finalizar todas las rondas el jugador no ha sido batido en ninguna, se enfrentará a King o Queen, dependiendo del sexo del tenista escogido. Si el jugador vence, además de ganar el torneo, desbloqueará a dicho tenista; si pierde, el jugador simplemente gana el torneo.

#### Exhibición
Es el modo clásico de todo buen juego de deportes que se precie: El jugador puede elegir la manera de competir, su rival y el estadio para así jugar a su gusto.

#### Modo World Tour
Es el modo más extenso de todos y podría considerarse la razón de ser del juego. En él, al principio se le obliga a crear un usuario masculino y femenino con el objetivo de conseguir que sean ambos los mejores tenistas del mundo. A estos tenistas, al principio del juego, se les puede cambiar su físico, vestimenta, nombre, etc. Posteriormente, debe elegirse la posición de la vivienda en cualquier punto del globo terráqueo. Desde este menú del mundo se puede acceder a:
- Casa: Desde el menú de casa, el jugador puede ver el estado de sus tenistas, ver y cambiar su equipación y darles un descanso (cuando la barra de resistencia de los tenistas esté baja)
- Calendario: Aquí se puede ver la lista de campeonatos de todo el año, los cuales se dividen en cuatro niveles. El jugador, al principio, solo puede participar en los torneos de nivel más bajo (los de Lv.1), pero conforme progrese en la clasificación mundial de tenistas, podrá ir jugando en los torneos de nivel más alto
- Tiendas: Al principio solo hay una, pero conforme el prestigio del participante sea mayor, aparecerán más, con mejores artículos. En la tienda puedes comprar raquetas, equipación deportiva, pistas de tenis y compañeros para jugar partidos de dobles.
- Entrenamiento: En él, el jugador puede aumentar las habilidades de sus deportistas por medio de varios ejercicios o actividades:
  - Derribar Bolos: Por medio del saque deben derribarse bolos. Las reglas son similares a las de una bolera. Mejora el saque.
  - Feria: El jugador debe sacar y darle a unos premios que están en una cinta transportadoras. Mejora el saque.
  - Ataque de Tanques: Debe devolver pelotas a los tanques para destruirlos. Mejora el golpeo.
  - Diana: Por medio de volea debe de centrar la pelota en la diana pintada en el suelo. Mejora la volea.
  - Banderas: El jugador debe recoger banderas entre una lluvia de bolas. Mejora el juego de piernas.
  - Máquinas movientes: Con voleas, el jugador debe destruir máquinas que se mueven y lanzan bolas. Mejora la volea.
  - Pisalatas: El tenista mientras lanza la pelota a una pared, tiene que pisar todas las latas. Mejora el juego de piernas.
  - Discos: El jugador debe tirar la pelota al otro lado de la pista de tal manera que consiga levantar todos los discos del suelo posibles. Mejora la precisión de los golpes en general.

## Jugabilidad
Como bien se ha mencionado antes, Virtua Tennis 2 está enfocado a una jugabilidad arcade, por lo que el control intenta ser lo más asequible posible. Hay diversos tipos de golpe incorporados en el juego:
- Saque: El jugador puede situar al tenista en cualquier posición dentro de unos límites para sacar. Cuando va a sacar, aparece una barra vertical que se llena rápidamente para luego decrecer. Cuanto más alto esté dicho indicador cuando el usuario la pare, más rápido irá el saque. A su vez, mientras se muestra dicha barra, el usuario puede mantener pulsado cualquiera de los botones de dirección para dirigir el saque, cuanto más mantenga pulsado dicho botón, más pronunciada será la dirección.

- El golpeo: Ya en el transcurso del juego, el jugador tiene una gama de golpes para intentar ganar un punto al adversario. Para dirigir la dirección del golpe, el usuario debe pulsar el botón que accione el golpe y, antes de que se la devuelva al rival, pulsar el botón de dirección deseado para dirigir la pelota allá donde lo desee el usuario. La fuerza del golpe el videojuego la calcula según dónde reciba el jugador la pelota, si llega preparado o no para golpearla, entre otros factores. El jugador dispone de los siguientes golpes:
  - Topspin: Un golpe normal con un efecto vertical, consiguiendo que se mueva rápido, aunque su trayectoria y rebote son altos.
  - Golpe con "efecto": Golpe que origina un efecto "hacia atrás", consiguiendo que la bola se mueva lentamente, con un rebote y trayectoria bajos.
  - Golpe globo: Golpe que tiene una trayectoria alta. Este golpeo sirve para coger desprevenido al rival si está jugando en la red, pero puede dar lugar a que el enemigo use un remate.
  - Remate: Este golpe sirve para dar con fuerza a una pelota con trayectoria alta. Suele ser un golpeo imparable para el rival
  - Dejada: Golpea la pelota muy flojo, para obligar al rival a acercarse a la red para alcanzar el balón.